# Окапі
Ока́пі (Okapia johnstoni) — вид парнокопитних із родини жирафових, єдиний вид у своєму роді. Будовою тіла окапі більше нагадує коня, ніж жирафу. Також вони мають смужки, як у зебри. Але від зебр окапі знаходяться досить далеко, бо належать до іншого ряду.

## Особливості
Окапі мають хутро шоколадного кольору, що виблискує червоними відтінками. Кінцівки білі або світло-коричневі. Морда чорно-білого забарвлення. Шия та ноги значно видовжені, хоча і не у такій мірі, як у родича — степової жирафи. Самці мають два короткі роги; самиці рогів не мають. Вага окапі становить близько 230 кг. Довжина від голови до хвоста — близько 2 метрів; хвіст завдовжки 40 см. Зріст окапі 1,6 м. Самиці зазвичай дещо вищі від самців.

## Етимологія
Родове ім'я Okapia походить від місцевого слова o'api, тоді як видовий епітет (johnstoni) додано на честь сера Гаррі Джонстона, який організував експедицію, що першою відкрила існування окапі для світової науки у ітурійських лісах Конго. Окапі — це сполучення двох слів мови лесе: «ока» — це дієслово, яке означає «відрубати», «відрізати», а «кпі» означає «смужки», «стріли». Легенди народу лесе говорять, що окапі сам прикрашає себе смужками, які ми бачимо на його тілі.

## Ареал

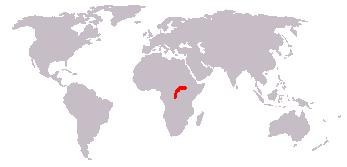
Розповсюдження окапі

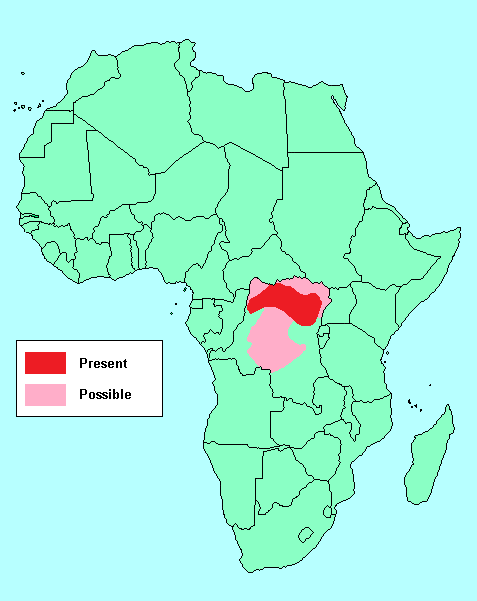
Розповсюдження окапі у Африці

Єдиною країною, де збереглися окапі, є Демократична Республіка Конго. Окапі населяють густі тропічні ліси на півночі та сході країни. Наприклад, це заповідники та національні парки Салонга, Маїко, Вірунга та Окапі.
Сучасна чисельність окапі у дикій природі невідома. Ці тварини досить боязкі, а Демократична Республіка Конго страждає від громадянських воєн, тому мало що відомо взагалі про життя окапі на волі. Вирубування лісів, у яких водяться ці тварини, напевно, призводить до зменшення їхньої популяції. Обережні підрахунки вказують на те, що у природі можуть існувати від 10 тисяч до 20 тисяч цих тварин. У зоопарках світу їх налічується 45.

## Життя окапі
Як і жирафи, окапі харчуються перш за все листям дерев, яке вони хапають своїм рухливим язиком. Крім того, окапі харчуються травою, папороттям, грибами та фруктами. Окапі активні вдень. Дорослі самиці мають чітко означені ареали, тоді як ареали самців перетинаються і не такі визначені. Окапі живуть поодинці. Часом вони збираються у невеликі групи, але причина такої поведінки лишається невідомою.
Вагітність окапі триває 450 днів (15 місяців). Народження дитинчат залежить від пори року. У неволі окапі доживають до 30 років.

## Людина і окапі
Аборигени конголезьких джунглів знайомі з окапі зі стародавніх часів. Пігмеї полювали на окапі за допомогою викопаних та добре замаскованих ям. Коли вони зустріли експедицію Генрі Моргана Стенлі, яка користувалась кіньми, місцеві жителі розповіли про лісових тварин, схожих на коней. У 1900 році англійці змогли придбати у аборигенів частини шкіри і послали їх до Лондона, у Королівське Зоологічне товариство. Там невідомого звіра назвали Equus johnstoni (кінь Джонстона). Але вже у 1901 році, коли до Європи привезли цілу шкіру та два черепи окапі, помилку помітили та побачили подібність до невеликих жираф льодовикового періоду, чиї рештки у Європі були знайомі. Лише у 1909 році білій людині вдалося спіймати живого окапі.

## Зображення окапі

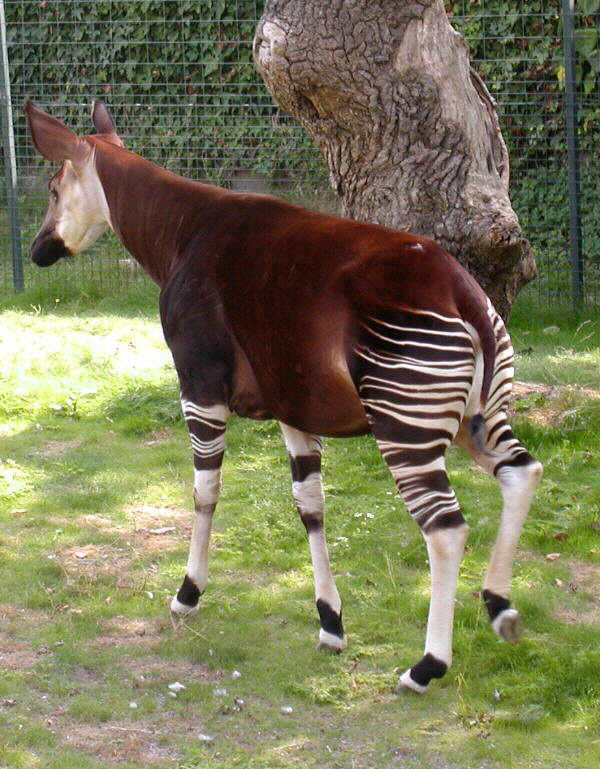
Окапі у Бристольському зоопарку, Англія
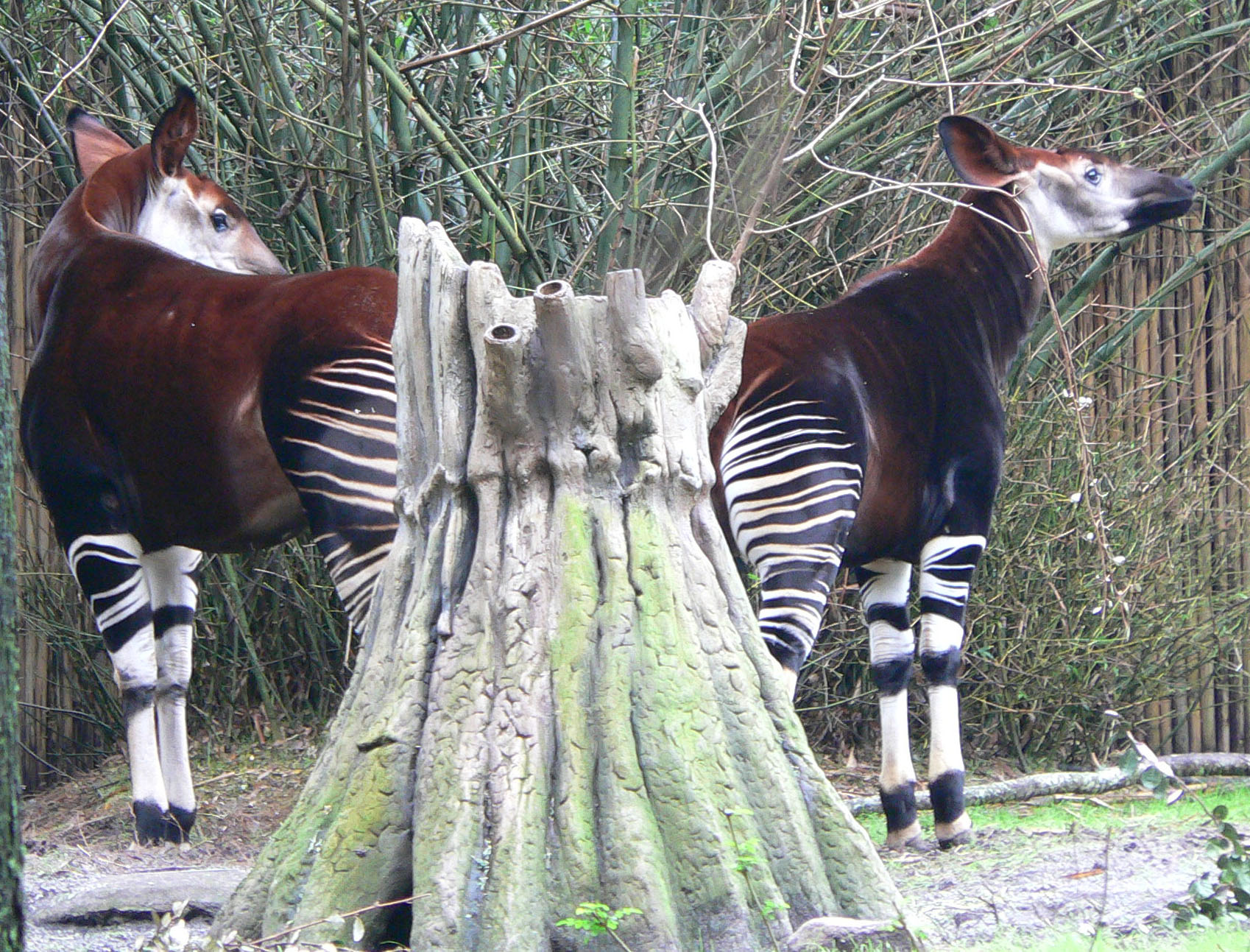
Два окапі
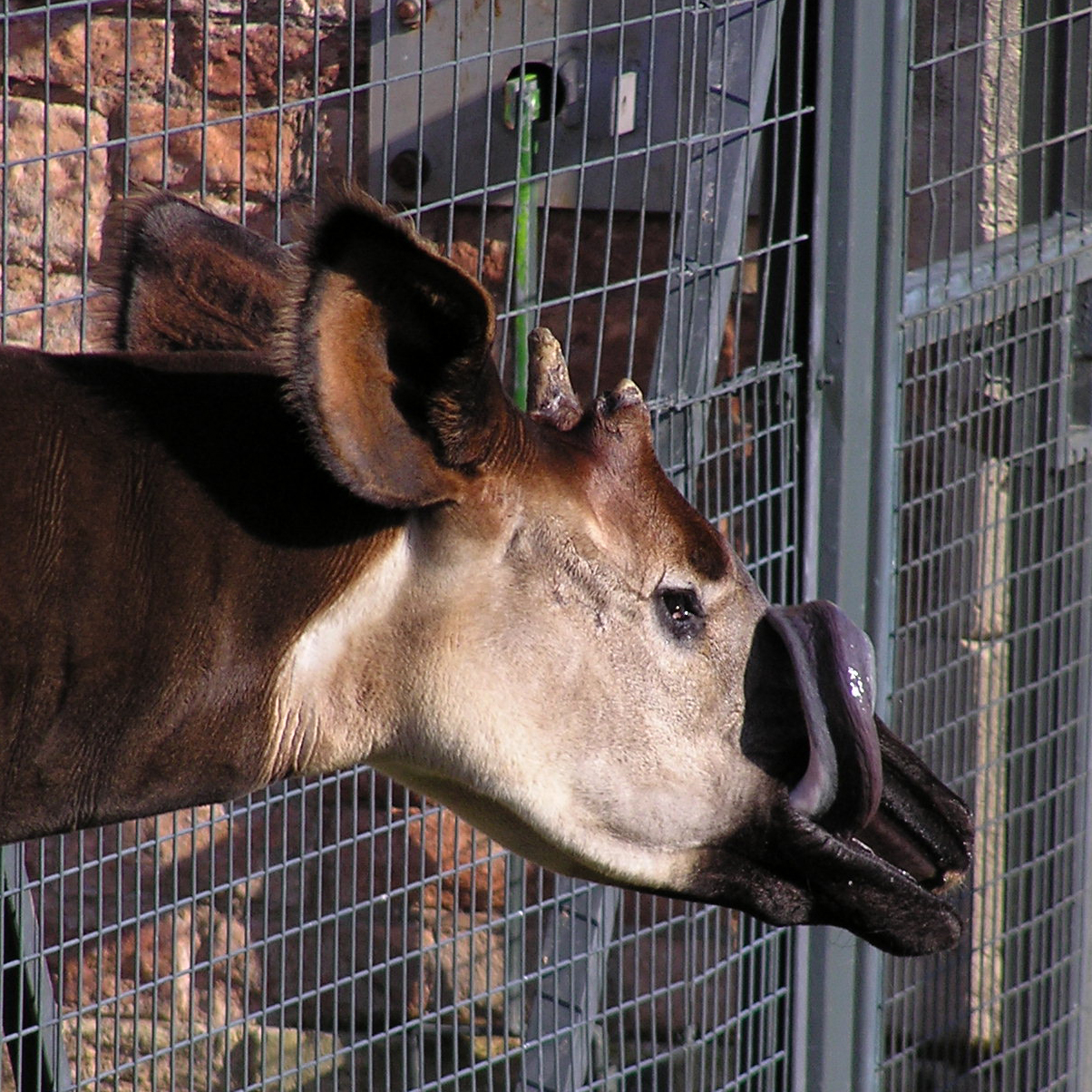
Самець окапі з витягнутим язиком, Бристольський зоопарк
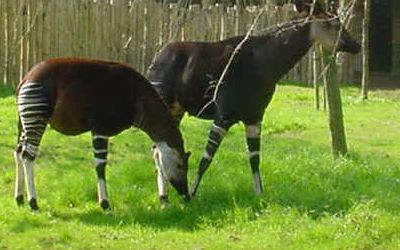
Окапі у Честерському зоопарку, Англія